# 1948 (numero)
Millenovecentoquarantotto (1948) è il numero naturale dopo il 1947 e prima del 1949.

## Proprietà matematiche
- È un numero pari.
- È un numero composto da 6 divisori: 1, 2, 4, 487, 974, 1948. Poiché la somma dei suoi divisori (escluso il numero stesso) è 1468 < 1948, è un numero difettivo.
- È un numero palindromo e un numero ondulante nel sistema posizionale a base 13 (B6B).
- È un numero congruente.
- È un numero odioso.
- È parte delle terne pitagoriche (1461, 1948, 2435), (1948, 237165, 237173), (1948, 474336, 474340), (1948, 948675, 948677).

## Astronomia
- 1948 Kampala è un asteroide della fascia principale del sistema solare.

## Astronautica
- Cosmos 1948 è un satellite artificiale russo.